# Жак де Бюэй
Жак де Бюэй (Jacques de Bueil) (1462 — 8 октября 1513) — граф Сансера с 1506, сеньор Курсильона и Сагонна, виночерпий короля Карла VIII.
Сын Антуана де Бюэя, графа де Сансер, и Жанны де Валуа, внебрачной дочери Карла VII и Агнессы Сорель.
Участвовал в Итальянских походах королей Карла VIII и Людовика XII. Виночерпий Карла VIII.
Первая жена — Жанна де Буа-Журдан (ум. до 1497), дама одной части сеньории Азе-ле-Ридо, дочь Фуке де Буа-Журдена, сеньора дю Плесси и д’Азе-ле-Ридо. От неё сыновья:
- Шарль де Бюэй (ум. 1515), граф Сансера.
- Франсуа де Бюэй (ум. 1525), архиепископ Буржа с 1520.

Вторая жена (брачный контракт от 3 ноября 1497) — Жанна де Сен, дочь Жана де Сена, сеньора де Каврон, и жанны де Бельфорьер. От неё сын:
- Луи IV де Бюэй (ум. 1563), граф Сансера.